# Leckihorn
Leckihorn – szczyt w Alpach Lepontyńskich, części Alp Zachodnich. Leży w Szwajcarii w kantonie Uri. Należy do podgrupy Alpy Monte Leone – Świętego Gotarda. Można go zdobyć ze schroniska Rotondo Hütte (2569 m).